# Campeonato Asiático de Futsal 2006
El Campeonato Asiático de Futsal 2006 se llevó a cabo en Tashkent, Uzbekistán del 21 al 27 de mayo y contó con la participación de 16 selecciones mayores de Asia provenientes de una fase eliminatoria.
Japón venció en la final al anfitrión Uzbekistán para ganar el título continental por primera vez, mientras que el campeón de las pasadas 7 ediciones Irán fue eliminado en las semifinales.

## Fase de grupos

### Grupo A
| País         | G | E | P | GF | GC | Pts |
| ------------ | - | - | - | -- | -- | --- |
| Uzbekistán   | 3 | 0 | 0 | 17 | 1  | 9   |
| China        | 2 | 0 | 1 | 10 | 8  | 6   |
| Malasia      | 1 | 0 | 2 | 6  | 15 | 3   |
| China Taipéi | 0 | 0 | 3 | 7  | 16 | 0   |

| Equipo 1     | Resultado | Equipo 2     |
| ------------ | --------- | ------------ |
| Uzbekistán   | 7-0       | Malasia      |
| China        | 5-3       | China Taipéi |
| China Taipéi | 0-6       | Uzbekistán   |
| Malasia      | 1-4       | China        |
| China        | 1-4       | Uzbekistán   |
| Malasia      | 5-4       | China Taipéi |

### Grupo B
| País       | G | E | P | GF | GC | Pts |
| ---------- | - | - | - | -- | -- | --- |
| Japón      | 3 | 0 | 0 | 25 | 6  | 9   |
| Tayikistán | 2 | 0 | 1 | 16 | 18 | 6   |
| Hong Kong  | 1 | 0 | 2 | 11 | 20 | 3   |
| Irak       | 0 | 0 | 3 | 4  | 12 | 0   |

| Equipo 1   | Resultado | Equipo 2   |
| ---------- | --------- | ---------- |
| Tayikistán | 4-2       | Irak       |
| Japón      | 12-0      | Hong Kong  |
| Irak       | 0-2       | Japón      |
| Hong Kong  | 5-6       | Tayikistán |
| Tayikistán | 6-11      | Japón      |
| Hong Kong  | 6-2       | Irak       |

### Grupo C
| País       | G | E | P | GF | GC | Pts |
| ---------- | - | - | - | -- | -- | --- |
| Kirguistán | 3 | 0 | 0 | 14 | 4  | 9   |
| Australia  | 2 | 0 | 1 | 14 | 13 | 6   |
| Kuwait     | 0 | 1 | 2 | 9  | 14 | 1   |
| Líbano     | 0 | 1 | 2 | 12 | 18 | 1   |

| Equipo 1   | Resultado | Equipo 2   |
| ---------- | --------- | ---------- |
| Kirgusitán | 5-1       | Australia  |
| Kuwait     | 5-5       | Líbano     |
| Australia  | 7-4       | Kuwait     |
| Líbano     | 3-7       | Kirguistán |
| Kirguistán | 2-0       | Kuwait     |
| Australia  | 6-4       | Líbano     |

### Grupo D
| País         | G | E | P | GF | GC | Pts |
| ------------ | - | - | - | -- | -- | --- |
| Irán         | 3 | 0 | 0 | 40 | 4  | 9   |
| Tailandia    | 2 | 0 | 1 | 19 | 11 | 6   |
| Turkmenistán | 1 | 0 | 2 | 11 | 25 | 3   |
| Indonesia    | 0 | 0 | 3 | 8  | 38 | 0   |

| Equipo 1     | Resultado | Equipo 2     |
| ------------ | --------- | ------------ |
| Irán         | 14-0      | Turkmenistán |
| Tailandia    | 8-4       | Indonesia    |
| Turkmenistán | 1-8       | Tailandia    |
| Indonesia    | 1-20      | Irán         |
| Irán         | 6-3       | Tailandia    |
| Turkmenistán | 10-3      | Indonesia    |

## Fase final
|  | Semifinales          | Semifinales          |   |                      | Final                | Final |  |
|  |                      |                      |   |                      |                      |       |  |
|  |                      |                      |   |                      |                      |       |  |
|  | Tashkent, 26 de mayo |                      |   |                      |                      |       |  |
|  | Uzbekistán           | 4                    |   |                      |                      |       |  |
|  | Kirguistán           | 2                    |   |                      |                      |       |  |
|  |                      |                      |   |                      |                      |       |  |
|  |                      |                      |   |                      | Tashkent, 27 de mayo |       |  |
|  |                      |                      |   |                      | Uzbekistán           | 1     |  |
|  |                      | Japón                | 5 |                      |                      |       |  |
|  |                      |                      |   |                      |                      |       |  |
|  |                      |                      |   |                      |                      |       |  |
|  |                      |                      |   |                      | Tercer lugar         |       |  |
|  | Tashkent, 26 de mayo | Tashkent, 26 de mayo |   | Tashkent, 27 de mayo | Tashkent, 27 de mayo |       |  |
|  | Japón                | 5                    |   | Kirguistán           | 3                    |       |  |
|  | Irán                 | 1                    |   |                      | Irán                 | 5     |  |

## Campeón
| Campeonato Asiático de Futsal 2006 |
| --- |
| Japón 1º título |
| Ricardo Higa, Kenta Fujii, Kenichiro Kogure, Akira Toyoshima, Takuya Suzumura, Goshi Koyama, Kensuke Takahashi, Yusuke Komiyama, Yoshifumi Maeda, Daisuke Ono, Hisamitsu Kawahara |
| Entrenador: Sergio Sapo |